# Вискоць
Вискоць (пол. Wyskoć) — село в Польщі, у гміні Косцян Косцянського повіту Великопольського воєводства.
Населення — 372 особи (2011).
У 1975-1998 роках село належало до Лешненського воєводства.

## Демографія
Демографічна структура станом на 31 березня 2011 року:
|          | Загалом | Допрацездатний вік | Працездатний вік | Постпрацездатний вік |
| -------- | ------- | ------------------ | ---------------- | -------------------- |
| Чоловіки | 191     | 37                 | 136              | 18                   |
| Жінки    | 181     | 22                 | 115              | 44                   |
| Разом    | 372     | 59                 | 251              | 62                   |